# Goździkowe Bagno
Goździkowe Bagno – ścieżka przyrodnicza położona w okolicy Centrum Edukacji Leśnej w Celestynowie. Przez bagno można przejść drewnianą kładką.

## Opis
Ścieżka prowadząca przez bagno jest stałym elementem zajęć edukacyjnych z dziećmi i młodzieżą oraz miejscem wypoczynku okolicznych mieszkańców. Na terenie torfowiska można spotkać owadożerną rosiczkę okrągłolistną, borówkę bagienną zwaną także pijanicą, żurawinę, bagno zwyczajne, wełniankę pochwowatą, a także traszkę zwyczajną, zaskrońca, żmiję zygzakowatą, żurawia, sowę uszatą, puszczyka i łosia.